# Аткинс, Сьюзан
Сьюзан Дениз Аткинс (англ. Susan Denise Atkins; 7 мая 1948, Калифорния — 24 сентября 2009) — американская убийца, член «Семьи Мэнсона», которую возглавлял Чарльз Мэнсон. В течение пяти недель летом 1969 «Семья» совершила девять убийств в четырёх различных местах Калифорнии. Известная в пределах «Cемьи» как Сэди Мэй Глатц (англ. Sadie Mae Glutz), Аткинс была обвинена в восьми из девяти убийств, самым известным из которых было убийство голливудской актрисы Шэрон Тейт. Изначально Аткинс вместе со всеми была приговорена к смертной казни, но потом казнь была заменена на пожизненное заключение. Оказавшись в тюрьме 1 октября 1969 года и находясь там вплоть до смерти, Аткинс в Калифорнийской пенитенциарной системе стала единственным заключённым, которому за весь период отсидки было отказано в досрочном освобождении 18 раз.
24 сентября 2009 года в возрасте 61 год Сьюзан умерла от рака мозга.

## Ранняя жизнь
Сьюзан Аткинс родилась в городе Сан-Гейбриел и была второй из 3 детей, выросла на севере Калифорнии. Её родители, Эдвард Джон и Джанетт Аткинс, по её словам, были алкоголиками. До 13 лет Сьюзан жила с родителями в Кеймбриан Парк в Сан-Хосе. Те, кто знал её в тот период, описывали её как тихую застенчивую девочку, которая пела в местном церковном хоре. В 1964 году ее мать умерла от рака. За две недели до её госпитализации Сьюзан уговорила членов местного церковного хора петь под окном её спальни рождественские гимны. Когда мать умерла, жизнь Аткинсов за три года опустилась до самого низа. После смерти Джанетт Аткинс некоторые родственники семьи оказывали помощь Сьюзан и ее двоим братьям.
В конечном итоге Эдвард Аткинс переехал в город Лос-Банос вместе с Сьюзан и её братом Стивеном. Вскоре Эдвард устроился на работу в качестве строителя дамбы Сан-Луис и оставил детей на самостоятельное проживание. В старших классах Сьюзан пришлось устроиться на работу, чтобы обеспечивать себя и брата. Сьюзан хорошо училась в Ли Хай Скул в Сан-Хосе, однако ее успеваемость значительно ухудшилась, когда она перешла в Лос-Банос Хай Скул. 
Сьюзан познакомилась с Чарльзом Мэнсоном в 1967 году, когда он играл на гитаре в доме, в котором она жила вместе с приятелями. Когда полиция совершила на дом рейд и Аткинс осталась без жилья, Мэнсон предложил ей присоединиться к его «Семье». Мэнсон дал ей новое имя — «Сэди Мэй Глатц». Аткинс утверждала, что считала Мэнсона Иисусом. Растущая «Семья» остановилась на ранчо Спан в долине Сан-Фернандо в Северной Калифорнии, где 7 октября 1968 года Сьюзан Аткинс родила сына от Брюса Уайта, которого назвала Зизозоси Зедфрак Глатц. Аткинс лишилась родительских прав после того, как была обвинена в убийствах, однако никто из «Семьи» не решился забрать её ребенка. Зизозоси получил новое имя и  был усыновлён в 1969 году во время пребывания Сьюзан в тюрьме.

## Убийство Гарри Хинмана
Летом 1969 года Мэнсон и его коммуна на ранчо Спан привлекли внимание полиции, которая подозревала их в краже машин, и была обеспокоена большим количеством подростков, убежавших из дома и присоединившихся к ним. В попытках собрать деньги для переезда в пустыню, Мэнсон предложил торговлю наркотиками. Предположительно, наркотическая зависимость члена семьи Чарльза «Текса» Уотсона привела к тому, что Мэнсону пришлось встать на его защиту и застрелить Бернарда «Лотсапапа» Кроува. Мэнсон был уверен в том, что убил Кроува, входившего в группировку «Чёрные пантеры», однако это было не так. В любом случае, Мэнсон боялся мести от «Чёрных пантер» и требовал от своих последователей ещё больше денег. В это время кто-то из последователей вспомнил о своем «старом друге» Гарри Хинмане, который совсем недавно получил довольно крупную сумму денег. Мэнсон надеялся, что Гарри присоединится к коммуне и сделает свой денежный вклад.
25 июля 1969 года Мэнсон отправил в дом к Гарри Сьюзан Аткинс, Бобби Босолея и Мэри Бруннер. Во время признания себя виновной в убийстве Аткинс утверждала, что не знала о том, что готовилось преступление, однако в автобиографии 1977 года она писала, что пришла к Хинману за деньгами и была готова к возможному убийству. Босолейл жестоко избил Гарри, утверждавшего, что у него ничего нет. Это ни к чему не привело, и вскоре неожиданно появился сам Мэнсон. Он рассёк Гарри лицо ножом и серьёзно поранил его ухо. Мэнсон приказал Аткинс и Бруннер оставаться на месте и следить за Хинманом и его ранами. Спустя 2 дня и после телефонного звонка от Мэнсона, Босолей заставил Гарри подписать регистрацию на свои автомобили и вскоре после этого нанёс ему два смертельных удара ножом. Босолей оставил кровавый отпечаток на стене вместе с другими надписями, пытаясь таким образом скопировать стиль «Чёрных пантер».
Бобби Босолей был арестован 7 августа 1969 года, когда он был найден спящим в одном из автомобилей Хинмана. Он все ещё был в окровавленной одежде, которая была надета на нём во время преступления. Орудия убийства были спрятаны в шине и багажнике грузовика.

## Тейт и Ла-Бьянка
Вечером 9 августа 1969 года Мэнсон собрал Сьюзан Аткинс, Линду Касабиан и Патрисию Кренуинкел перед ранчо Спан и приказал им «Следовать за Чарльзом Уотсон и делать всё, что он скажет». В своих показаниях Аткинс утверждала, что, находясь в машине, Уотсон говорил группе о том, что они собираются получить деньги от живущих здесь людей и потом убить их.  5 человек было убито в городе Беверли-Хилз в доме, где проживали Роман Полански и Шерон Тейт: Тейт (находящаяся на 9-м месяце беременности), Стивен Пэрент, Джей Сибринг, Войтек Фриковски и Эбигейл Фолджер. Муж Шерон, Роман Полански, в это время находился в Европе, занимаясь работой над новым фильмом. Судебные доказательства установили, что убийства были очень жестокими. Перед тем, как выйти из особняка, Сьюзан Аткинс написала на входной двери слово «СВИНЬЯ» кровью Шерон Тейт.
Следующей ночью, 10 августа 1969 года, Мэнсон прокомментировал, что убийства в резиденции Тейт были слишком беспорядочными и сказал, что теперь ему придётся взять своих спутников с собой, и показать, «как правильно». Мэнсон позвал Аткинс, Кренуинкел, Уотсона, Линду Касабиан, Лесли Ван Хаутен и Стива «Клема» Грогана, и вместе с ними поехал обратно к особняку. В конечном итоге он нашёл здание продуктового магазина, которым владели Лено Ла-Бьянка и его жена Розмари Ла-Бьянка в Лас-Фелиз, части северно-восточного района Лос-Анджелеса. Мэнсон и Уотсон проникли в дом и под прицелом оружия связали Лено и Розмари. Им удалось убедить пару в том, что они всего лишь собираются их ограбить. Затем Мэнсон вернулся обратно в машину, отправил в дом Кренуинкел и Ван Хаутен и приказал им слушаться Уотсона и оставить на стенах дома кровавые надписи.

## В кино
В американском телесериале «Водолей» роль Сьюзан «Сэди» Аткинс исполняет актриса Эмбир Чайлдерс.
В американском сериале «Американская история ужасов» в 7 сезоне «Культ» роль Сьюзан Аткинс исполняет актриса Сара Полсон.
В американском кинофильме «Однажды в Голливуде» роль Сьюзан Аткинс исполняет актриса Майки Мэдисон.